# خالد البابا
خالد البابا (عربی: خالد البابا؛ زادهٔ ۳ ژانویهٔ ۱۹۸۲) یک بازیکن فوتبال اهل سوریه است.

## باشگاهی
از باشگاه‌هایی که در آن بازی کرده‌است می‌توان به باشگاه ورزشی النواعیر و تیم ملی فوتبال سوریه اشاره کرد.

## تیم ملی
وی همچنین در تیم ملی فوتبال سوریه بازی کرده است.